# Засеев, Ален Таймуразович
Ален Таймуразович Засеев (осет. Засеты Таймуразы фырт Ален; род. 10 октября 1988 в селе Уахтана, Знаурский район, Юго-Осетинская АО) — украинский борец вольного стиля осетинского происхождения.

## Биография
Родился в с. Уахтана, Южная Осетия. Вырос во Владикавказе, где, будучи первоклассником, под руку с отцом, впервые пришёл в спортивный зал. Желая видеть сына чемпионом, родители всячески поддерживали и направляли мальчика. Такое совместное желание, помноженное на трудолюбие, и принесло результат.

## Спортивные достижения
- 2005 Первенство Европы среди кадетов — золото (96 кг)
- 2007 Первенство мира среди юниоров — серебро
- 2007 Турнир на призы Сослана Андиева — серебро
- 2008 Первенство мира среди юниоров — золото[2]
- 2009 Турнир «Гран-при Иван Ярыгин» — серебро
- 2009 Турнир Golden Grand-Prix — бронза
- 2009 Турнир на призы Сослана Андиева — серебро (120 кг)
- 2010 Турнир на призы Сослана Андиева — золото (96 кг)
- 2011 «Киевский» турнир — золото
- 2012 Чемпионат Украины — золото[3]
- 2012 «Киевский» турнир — серебро
- 2012 Турнир на призы Сослана Андиева — золото (120 кг)
- 2012 Кубок Союза армян Украины 2012 — серебро
- 2013 «Киевский» турнир — золото
- 2013 Турнир «Гран-при Степан Саркисян» — серебро
- 2013 Турнир памяти «Али Алиева» — серебро
- 2013 Чемпионат Украины — золото[4]
- 2013 Турнир на призы Сослана Андиева — золото
- 2014 Турнир "Дан Колов - Никола Петров" — серебро
- 2014 Турнир памяти «Али Алиева» — бронза
- 2014 Межконтинентальный кубок — золото
- 2015 Турнир на призы Александра Медведя — серебро
- 2016 «Киевский» турнир — золото
- 2016 Турнир памяти «Али Алиева» — золото

## Интервью
- «Выиграть Олимпиаду – моя самая большая мечта»